# Eurhynchium fasciculosum
Eurhynchium fasciculosum là một loài Rêu trong họ Brachytheciaceae. Loài này được (Hedw.) Dixon mô tả khoa học đầu tiên năm 1934.